# Balzsam (keresztnév)
A Balzsam latin eredetű régi magyar női név.

## Gyakorisága
Az újszülötteknek adott nevek körében az 1990-es években szórványosan fordult elő. A 2000-es és a 2010-es években sem szerepelt a 100 leggyakrabban adott női név között.
A teljes népességre vonatkozóan a Balzsam sem a 2000-es, sem a 2010-es években nem szerepelt a 100 leggyakrabban viselt női név között.

## Névnapok
április 6.

## Híres Balzsamok
Balzsam a nyúl:
. 2021-ben született. Születési neve a Drazsé volt, de utána nevezték át Balzsammá. Zircen született anyukájával csak pár hónapot töltött. Nagyon szereti a mostani családját, mindig kap ellátást. Nagyon sokat simogatják mert ezt imádja a legjobban! UI:INNEN VITTÉK A NYUSZIT:https://erdomentinyuszifarm.ewk.hu/kezdooldal/